# Сенцовский сельсовет
Сенцовский сельсове́т — сельское поселение в Липецком районе Липецкой области. 
Административный центр — село Сенцово.

## История
В соответствии с законами Липецкой области №114-оз от 02.07.2004 и №126-оз от 23.09.2004 Сенцовский сельсовет наделён статусом сельского поселения, установлены границы муниципального образования.

## Население
| 2010  | 2012  | 2013  | 2014  | 2015  | 2016  | 2017  |
| ----- | ----- | ----- | ----- | ----- | ----- | ----- |
| 2410  | ↗2422 | ↘2375 | ↘2324 | ↗2375 | ↗2421 | ↗2475 |
| 2018  | 2021  |       |       |       |       |       |
| ↘2438 | ↗2728 |       |       |       |       |       |

## Состав сельского поселения
| № | Населённый пункт | Тип населённого пункта       | Население |
| - | ---------------- | ---------------------------- | --------- |
| 1 | Кузьминка        | деревня                      | ↗48       |
| 2 | Новониколаевка   | деревня                      | ↗5        |
| 3 | Сенцово          | село, административный центр | ↗2429     |
| 4 | Тынковка         | деревня                      | ↗50       |
| 5 | Федоровка        | деревня                      | ↗150      |
| 6 | Яковлевка        | деревня                      | ↗4        |